# Roeien op de Olympische Zomerspelen 1960
Roeien is een van de sporten die beoefend werden tijdens de Olympische Zomerspelen 1960 in Rome.

## Heren

### skiff
| rang   | sporter            | land | tijd    |
| ------ | ------------------ | ---- | ------- |
| Goud   | Vjatsjeslav Ivanov | URS  | 7:13.96 |
| Zilver | Achim Hill         | EUA  | 7:20.21 |
| Brons  | Teodor Kocerka     | POL  | 7:21.26 |
| 4      | James Hill         | NZL  | 7:23.98 |
| 5      | Harry Parker       | USA  | 7:29.26 |
| 6      | Savino Rebek       | ITA  | 7:31.09 |

### dubbel-twee
| rang   | sporters                            | land | tijd    |
| ------ | ----------------------------------- | ---- | ------- |
| Goud   | Václav Kozák Pavel Schmidt          | TCH  | 6:47.50 |
| Zilver | Aleksandr Berkoetov Joeri Tjoekalov | URS  | 6:50.49 |
| Brons  | Ernst Hürlimann Rolf Larcher        | SUI  | 6:50.59 |
| 4      | René Duhamel Bernard Monnereau      | FRA  | 6:52.22 |
| 5      | Peter Bakker Ko Rentmeester         | NED  | 6:53.86 |
| 6      | Gérard Higny Jean-Marie Lemaire     | BEL  | 6:56.40 |

### twee-zonder-stuurman
| rang   | sporters                        | land | tijd    |
| ------ | ------------------------------- | ---- | ------- |
| Goud   | Valentin Borejko Oleg Golovanov | URS  | 7:02.01 |
| Zilver | Alfred Sageder Josef Kloimstein | AUT  | 7:03.69 |
| Brons  | Veli Lehtelä Toimi Pitkänen     | FIN  | 7:03.80 |
| 4      | Jochen Neuling Heinz Weigel     | EUA  | 7:08.81 |
| 5      | Ted Frost Robert Rogers         | USA  | 7:17.08 |
| 6      | Nikola Čupin Antun Ivanković    | YUG  | 7:20.91 |

### twee-met-stuurman
| rang   | sporters                                                         | land | tijd    |
| ------ | ---------------------------------------------------------------- | ---- | ------- |
| Goud   | Bernhard Knubel Heinz Renneberg Klaus Zerta (stuurman)           | EUA  | 7:29.14 |
| Zilver | Antanas Bagdanavičius Zigmas Joekna Igor Roedakov (stuurman)     | URS  | 7:30.17 |
| Brons  | Richard Draeger Conn Findlay Henry Kent Mitchell (stuurman)      | USA  | 7:34.58 |
| 4      | Knud Nielsen Jens Behrendt Jensen Sven Lysholt Hansen (stuurman) | DEN  | 7:39.20 |
| 5      | Giancarlo Piretta Renzo Ostino Vincenzo Bruno (stuurman)         | ITA  | 7:40.92 |
| 6      | Stefan Kureska Gheorghe Riffelt Mircea Roger (stuurman)          | ROU  | 7:49.57 |

### vier-zonder-stuurman
| rang   | sporters                                                              | land | tijd    |
| ------ | --------------------------------------------------------------------- | ---- | ------- |
| Goud   | Arthur Ayrault Ted Nash John Sayre Richard Wailes                     | USA  | 6:26.26 |
| Zilver | Tullio Baraglia Renato Bosatta Giancarlo Crosta Giuseppe Galante      | ITA  | 6:28.78 |
| Brons  | Igor Achremtsjik Joeri Batsjoerov Valentin Morkovkin Anatoli Tarabrin | URS  | 6:29.62 |
| 4      | Jindřich Blažek Miroslav Jíška René Líbal Jaroslav Starosta           | TCH  | 6:34.30 |
| 5      | John Michael Beresford Christopher Davidge Colin Porter John Vigurs   | GBR  | 6:36.18 |
| 6      | Paul Kölliker Gottfried Kottmann Kurt Schmid Rolf Streuli             | SUI  | 6:38.81 |

### vier-met-stuurman
| rang   | sporters                                                                                 | land | tijd    |
| ------ | ---------------------------------------------------------------------------------------- | ---- | ------- |
| Goud   | Gerd Cintl Horst Effertz Klaus Riekemann Jürgen Litz Michael Obst (stuurman)             | EUA  | 6:39.12 |
| Zilver | Robert Dumontois Claude Martin Jacques Morel Guy Nosbaum Jean Klein (stuurman)           | FRA  | 6:41.62 |
| Brons  | Fulvio Balatti Romano Sgheiz Franco Trincavelli Giovanni Zucchi Ivo Stefanoni (stuurman) | ITA  | 6:43.72 |
| 4      | Oleg Aleksandrov Igor Chochlov Boris Fjodorov Valentin Zanin Igor Roedakov (stuurman)    | URS  | 6:46.67 |
| 5      | Graeme Allen Maxwell Annett John Hudson Roland Waddington Lionel Robberds (stuurman)     | AUS  | 6:45.80 |
| 6      | Tibor Bedekovics Csaba Kovács László Munteán Pál Wágner Gyula Lengyel (stuurman)         | HUN  | 6:51.65 |

### acht
| rang   | sporters | land | tijd    |
| ------ | --- | ---- | ------- |
| Goud   | Manfred Rulffs Walter Schröder Frank Schepke Kraft Schepke Karl-Heinrich von Groddeck Karl-Heinz Hopp Klaus Bittner Hans Lenk Willi Padge (stuurman) | EUA  | 5:57.18 |
| Zilver | Donald Arnold Walter D'Hondt Nelson Kuhn John Lecky Lorne Loomer Archibald MacKinnon William McKerlich Glen Mervyn Sohen Biln (stuurman)             | CAN  | 6:01.52 |
| Brons  | Bohumil Janoušek Jan Švéda Jiří Lundák Václav Pavkovič Jan Jindra Luděk Pojezný Stanislav Lusk Josef Věntus Miroslav Koníček (stuurman)              | TCH  | 6:04.84 |
| 4      | Christian Puibaraud Jean Bellet Emile Clerc Jean Ledoux Gaston Mercier Bernard Meynadier Joseph Moroni Michel Viaud Alain Bouffard (stuurman)        | FRA  | 6:06.57 |
| 5      | Joseph Baldwin Peter Bos Mark Moore Lyman Perry Warren Sweetser Gayle Thompson Robert Wilson Howard Winfree William Long (stuurman)                  | USA  | 6:08.06 |
| 6      | Paolo Amorini Vasco Cantarello Giancarlo Casalini Luigi Prato Vincenzo Prina Nazzareno Simonato Luigi Spozio Armido Torri Giuseppe Pira (stuurman)   | ITA  | 6:12.73 |

## Medaillespiegel
| rang   | land               | goud | zilver | brons | totaal |
| ------ | ------------------ | ---- | ------ | ----- | ------ |
| 1      | Duits eenheidsteam | 3    | 1      | 0     | 4      |
| 2      | Sovjet-Unie        | 2    | 2      | 1     | 5      |
| 3      | Tsjecho-Slowakije  | 1    | 0      | 1     | 2      |
| 3      | Verenigde Staten   | 1    | 0      | 1     | 2      |
| 5      | Italië             | 0    | 1      | 1     | 2      |
| 6      | Canada             | 0    | 1      | 0     | 1      |
| 6      | Frankrijk          | 0    | 1      | 0     | 1      |
| 6      | Oostenrijk         | 0    | 1      | 0     | 1      |
| 9      | Finland            | 0    | 0      | 1     | 1      |
| 9      | Polen              | 0    | 0      | 1     | 1      |
| 9      | Zwitserland        | 0    | 0      | 1     | 1      |
| totaal | totaal             | 7    | 7      | 7     | 21     |

Parijs 1900 · 
St. Louis 1904 · 
Londen 1908 · 
Stockholm 1912 · 
Antwerpen 1920 · 
Parijs 1924 · 
Amsterdam 1928 · 
Los Angeles 1932 · 
Berlijn 1936 · 
Londen 1948 · 
Helsinki 1952 · 
Melbourne 1956 · 
Rome 1960 · 
Tokio 1964 · 
Mexico-stad 1968 · 
München 1972 · 
Montréal 1976 · 
Moskou 1980 · 
Los Angeles 1984 · 
Seoel 1988 · 
Barcelona 1992 · 
Atlanta 1996 · 
Sydney 2000 · 
Athene 2004 · 
Peking 2008 · 
Londen 2012 · 
Rio de Janeiro 2016 · 
Tokio 2020 · 
Parijs 2024 ·  
Los Angeles 2028 
Medaillewinnaars
Atletiek · Basketbal · Boksen · Gewichtheffen · Hockey · Kanovaren · Moderne vijfkamp · Paardensport · Roeien · Schermen · Schietsport · Schoonspringen · Turnen · Voetbal · Waterpolo · Wielersport · Worstelen · Zeilen · Zwemmen